# Rosina Charitas
Rosina Charitas ist ein stillgelegtes Bergwerk im Bergrevier Johanngeorgenstadt im sächsischen Erzgebirge. Nennenswerter Bergbau wurde auf Silber, Sulfiderze und Schwefelkies betrieben.

## Geschichte
Die Fundgrube am Hohen Genist nördlich von Johanngeorgenstadt am Rand des heutigen Küliggutgeländes am Hinteren Fastenberg wurde im Bergquartal Trinitatis 1716 in Lehn genommen. Nach anfänglichen Erfolgen auf einem Morgengang kam es zu Problemen mit der Wasserhaltung, die versucht worden, durch Vortrieb eines Erbstollen zu bewältigen. Eine Verbindung gab es zum Hohe Tanne Stolln.
Nach Einstellung des Silberabbaus wurde das Bergwerksgelände zur Gewinnung von Schwefelkies genutzt. Die Überreste der Kiesgrube sind heute noch gut im Gelände zu erkennen.